# Escuela de Estocolmo

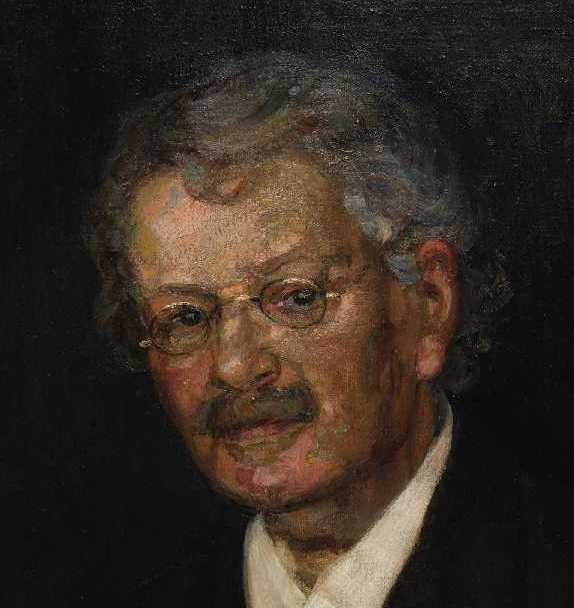
El economista sueco Knut Wicksell, importante fuente de inspiración para John Maynard Keynes y la Escuela de Estocolmo.

La Escuela de Estocolmo (en sueco: Stockholmsskolan) es una escuela de pensamiento económico. Se refiere a un grupo débilmente organizado de economistas suecos que trabajaron juntos en la capital sueca de Estocolmo, principalmente en la década de 1930.
La Escuela de Estocolmo llegó —como John Maynard Keynes— a las mismas conclusiones en macroeconomía y en las teorías del abastecimiento y la demanda. Al igual que Keynes, se inspiraron en los trabajos de Knut Wicksell, un economista sueco activo en los primeros años del siglo XX.
El comentario de William Barber sobre el trabajo de Gunnar Myrdal sobre la teoría monetaria es el siguiente:

Si su contribución hubiera estado disponible en inglés para los lectores antes de 1936, es interesante especular si la "revolución" en la teoría macroeconómica de la década de la depresión se conocería como "mirdaliana" tanto como "keynesiana".

## Historia y aspectos
Dos de los miembros más destacados de la Escuela de Estocolmo fueron los profesores de la Escuela de Economía de Estocolmo, Gunnar Myrdal y Bertil Ohlin. El nombre del movimiento, "La Escuela de Estocolmo", fue creado en un artículo de Bertil Ohlin en el influyente Economic Journal en 1937 denominado "Some Notes on the Stockholm Theory of Savings and Investment" ("Algunas notas sobre la teoría de ahorro e inversión de Estocolmo").
El artículo fue publicado en respuesta a la publicación de la obra maestra de Keynes, Teoría general del empleo, el interés y el dinero en 1936, y su propósito fue llamar la atención internacional sobre los descubrimientos suecos en el campo, muchos de los cuales habían precedido a los descubrimientos de Keynes. Gunnar Myrdal apoyó temprano las tesis de John Maynard Keynes, y sostuvo que la idea básica de ajustar los presupuestos nacionales para desacelerar o acelerar una economía se desarrolló primero en Suecia por él y la Escuela de Estocolmo.

### Estado de bienestar escandinavo
Myrdal y Ohlin continuaron desarrollando sus teorías y, al hacerlo, desarrollaron los fundamentos intelectuales del moderno estado de bienestar del norte de Europa. Sus teorías fueron adoptadas e implementadas como política nacional por las dos poderosas ramas del movimiento obrero sueco, el Partido Socialdemócrata Sueco y el sindicato nacional de trabajadores, la Confederación de Sindicatos Suecos.
En la situación geopolítica posterior a la Segunda Guerra Mundial de la Guerra Fría, con dos bloques políticos depredadores rivales, sus teorías también alcanzaron un amplio atractivo internacional como una "Tercera Vía", es decir, un camino intermedio entre una economía capitalista y una economía comunista. El objetivo de esta "tercera vía" era lograr un alto nivel de igualdad social sin menoscabar la eficiencia económica.

## Principales miembros
- Gunnar Myrdal, profesor de la Escuela de Economía de Estocolmo y más tarde de la Universidad de Estocolmo, pasó muchos años en Estados Unidos escribiendo el libro Un dilema estadounidense: el problema negro y la democracia moderna, una investigación sobre la situación de los afroestadounidenses, financiado por el Instituto Carnegie. Myrdal es coautor, junto con su esposa Alva Myrdal, del libro Crisis en la cuestión de la población, publicado en 1934. El libro sirvió como una importante fuente de inspiración para la construcción del moderno estado de bienestar sueco, que dependía en gran medida de la intervención del gobierno y la ingeniería social para crear un "hogar del pueblo" (en sueco: "Folkhemmet"). El trabajo fue criticado más adelante por su discusión de cuestiones raciales. Myrdal recibió el Premio del Banco de Suecia en Ciencias Económicas en Memoria de Alfred Nobel en 1974.
- Bertil Ohlin, profesor de la Escuela de Economía de Estocolmo, fue líder del Partido Popular Liberal sueco, el mayor partido de la oposición en el Parlamento sueco, durante más de veinte años (1944-1967) luchando contra el poderoso gobierno socialdemócrata. El profesor Ohlin desarrolló, junto con el profesor Eli Heckscher, el modelo económico estándar mundial de comercio internacional, la teoría de Heckscher-Ohlin. Ohlin recibió el Premio del Banco de Suecia en 1977.
- Gustav Cassel, profesor de economía en la Universidad de Estocolmo, creó la formulación matemática estándar de la paridad de poder adquisitivo, un concepto central en microeconomía.
- Dag Hammarskjöld, economista. Segundo Secretario General de las Naciones Unidas. En el cargo desde el 10 de abril de 1953 hasta el 18 de septiembre de 1961, cuando murió en un accidente aéreo en una misión de mantenimiento de la paz en la República del Congo (Léopoldville). Dag Hammarskjöld es la única persona que recibió el Premio Nobel de la Paz a título póstumo (el testamento de Alfred Nobel establece explícitamente que el premio debe otorgarse solo a los vivos).
- Erik Lindahl (21 de noviembre de 1891-6 de enero de 1960) fue otro miembro de la Escuela de Estocolmo; propuso un método de financiación de bienes públicos de acuerdo con los beneficios individuales. En el equilibrio de Lindahl, la cantidad de bien público satisface el requisito de que el beneficio marginal agregado sea igual al costo marginal de proporcionar el bien.
- Ingvar Svennilson (14 de marzo de 1908 - 1972) fue conocido por sus teorías en economía planificada.

Otros miembros, como Erik Lundberg, continuaron como economistas orientados al ciclo económico.

## Otras lecturas
- Carlson, Benny; Jonung, Lars. Knut Wicksell, Gustav Cassel, Eli Heckscher, Bertil Ohlin and Gunnar Myrdal on the Role of the Economist in Public Debate. volume 3 number 1 (September 2006). Econ Journal Watch.
- Axel Leijonhufvud, The Wicksell Connection, 1979
- «On the Relation between Keynesian Economics and the ‘Stockholm School’». The Scandinavian Journal of Economics 80 (2): 135-143. 1978. doi:10.2307/3439878.
- Gunnar Myrdal’s Prescient Criticisms of Keynes’ General Theory-by Philip Pilkington
- A Methodolological Issue: Ex-Ante and Ex-Post,Claude Gnos
- Gunnar Myrdal, growth processes and equilibrium theory
- Rules from Myrdal’s Monetary Equilibrium Adrián de León-Arias
- Monetary Equilibrium -Claes Henrik Siver Stockholm University Archivado el 13 de agosto de 2022 en Wayback Machine.
- Myrdal's Analysis of Monetary Equilibrium G.L.S. Shackle
- Video Gunnar Myrdal lecturing at UCLA 5/4/1966